# Акимовка (Восточно-Казахстанская область)
Акимовка (каз. Акимовка) — упразднённое село в Уланском районе Восточно-Казахстанской области Казахстана. Ликвидировано в 1990-е годы.

## Население
По переписи 1989 г. в селе проживало 18 человек. Национальный состав: русские — 77 %, казахи — 22 %.